# Ecomorypora
Ecomorypora – rodzaj chrząszczy z rodziny kusakowatych i podrodziny Aleocharinae.
Chrząszcze o wypukłym, gęsto owłosionym ciele długości od 4 do 5,5 mm, w obrysie smukłym z równoległymi bokami. Okrągła w obrysie głowa ma szeroko łukowate skronie, przeciętnie wystające oczy oraz długie i smukłe czułki sięgające do ½–¾ długości pokryw. Aparat gębowy cechują: szeroko i głęboko wykrojona na przedzie warga górna, zakrzywione żuwaczki, żuwka wewnętrzna długością i szerokością podobna do żuwki zewnętrznej, czteroczłonowe głaszczki szczękowe, trójczłonowe głaszczki wargowe oraz lekko wklęśnięta na przedniej krawędzi bródka. Przedplecze jest w zarysie kwadratowe z bokami stopniowo ku tylnym kątom zwężonymi, najszersze w przedniej ⅓. Wydłużone pokrywy są najszersze przed nasadą i mają proste boki. Wyrostki międzybiodrowe śródpiersia i zapiersia są krótkie. Odnóża są wydłużone. Przednie stopy są cztero-, a pozostałe pięcioczłonowe. U nasady tergitów odwłoka od trzeciego do szóstego występują poprzeczne, punktowane wgniecenia.
Owady endemiczne dla Nowej Zelandii.
Rodzaj ten wprowadzony został w 1945 roku przez Malcolma Camerona. Należą tu 4 opisane gatunki:
- Ecomorypora granulata (Broun, 1912)
- Ecomorypora densepunctata Paśnik, 2007
- Ecomorypora longelytrata Paśnik, 2007
- Ecomorypora pseudogranulata Paśnik, 2007